# Ennemi de classe
Ennemi de classe était l'expression officielle en URSS (классовы враг), dans les anciens régimes communistes d'Europe centrale et de l'Est, ainsi que dans les autres pays communistes pour désigner les membres de la bourgeoisie ou de l'aristocratie, ainsi que des petits ou grands propriétaires terriens. Ce terme est repris dans les ouvrages du marxisme-léninisme, puis par ceux du trotskysme. L'abolition des classes étant l'objectif ultime, non atteint du communisme idéal, il fallait commencer par abolir les classes exploitant le prolétariat.

## Histoire

### Création d'une police politique et de barèmes
De l'« abolition des classes », le gouvernement soviétique est passé à l'« extermination des classes nuisibles » (уничтожение вредных классов) à partir du 8 novembre 1917 lorsque le 2e Congrès panrusse des Soviets crée une police politique aux pouvoirs extra-judiciaires : la Tchéka, qui deviendra plus tard la Guépéou puis le NKVD.
Ennemi de classe ne doit pas être confondu avec « ennemi du peuple », qui dans la phraséologie de l'époque constituait un degré plus grave d'accusation, le délit étant résolument personnel et volontaire, tandis que le premier était conséquence d'une appartenance de groupe défini comme « exploiteur, nuisible, parasitaire » par le « nomenclateur social » (социального номенклатурный) permettant à l'état-civil soviétique (et des États satellites) de classer les citoyens en fonction de deux types de critères :
- les origines sociales de leurs familles (« saines » : ouvriers industriels, agricoles et des services, simples soldats ; « douteuses » : artisans, petits paysans ayant possédé des animaux ou un lopin familial, sous-officiers ; « koulaks » : paysans ayant possédé du gros bétail ou plusieurs lopins, ou ayant vendu leur production, officiers de rang inférieur ; « bourgeois » : anciennes classes moyennes, professions libérales, chefs d'atelier, petits fonctionnaires des régimes antérieurs au communisme, officiers de rang moyen ; « grands bourgeois » : notables, hauts fonctionnaires, cadres industriels, gros commerçants, officiers de rang supérieur ; « exploiteurs et parasites du peuple » : actionnaires, patrons et hauts cadres de l'industrie, aristocrates et propriétaires terriens, généraux et amiraux, membres des gouvernements et des parlements des régimes antérieurs au communisme) ;
- leur attitude par rapport au pouvoir communiste (« fiable » : entièrement dévoué, ne discutant jamais les ordres, et ayant toujours soutenu la ligne politique finalement gagnante au sein du Parti ; « douteuse » : favorable au régime mais ayant tendance à discuter les ordres, à les interpréter, à prendre des initiatives, ou s'étant trompé de ligne politique en restant fidèle à une tendance entre-temps condamnée comme déviationniste ; « hostile » : opposé au pouvoir soviétique, catégorie très large incluant aussi bien les ennemis déclarés du régime, que des citoyens simplement accusés d'être hostiles, des cadres accusés de « sabotage » pour avoir contesté ou échoué à exécuter des ordres absurdes ou irréalisables, ou encore des paysans ayant soustrait des provisions aux réquisitions pour éviter de mourir de faim).

Ces barèmes permettaient d'attribuer aux citoyens concernés des points de mérite (c'est-à-dire de confiance du régime) accélérant ou ralentissant leur carrière. Plus les origines d'un citoyen étaient « saines » et plus son attitude était « fiable », plus il était, a priori, « digne de la confiance du Parti ». Cette confiance donnait accès à divers avantages concernant l'alimentation, l'habitat, l'équipement ménager, les congés, l'accès aux loisirs, la santé, la formation, de droit de voyager, les études des enfants. Ces « camarades les plus méritants » pouvaient se voir confier des responsabilités et les avantages qui les accompagnent. C'est l'origine du terme russe populaire nomenklatura, désignant les « camarades méritants », qui apparaît dans Le Maître et Marguerite de Mikhaïl Boulgakov : de cette époque date le motto « Dans la maison du peuple communiste, toutes les briques sont égales, mais celles qui sont en dessous doivent supporter le poids de celles qui sont au-dessus ». Plusieurs auteurs comme David Rousset, Jacques Rossi ou Viktor Kravtchenko avaient déjà dénoncé ces discriminations, mais, hors du bloc de l'Est, il faut attendre 1970 pour que le terme soit rendu public par Mikhaïl Voslenski dans son ouvrage La Nomenklatura : les privilégiés en URSS. Il y signifie, au sens propre et très prosaïquement, un annuaire des cadres du PCUS tant fédéraux que locaux.

### Application dans l'URSS naissante
Les ennemis de classes sont voués à être dépossédés, beaucoup sont envoyés dans les camps de travaux forcés et quelques-uns, surtout durant les périodes de terreur rouge (1917-1939 en URSS, 1945-1955 dans les pays satellites) sont exterminés avec leurs familles.

### Extension dans les nouveaux territoires
Les protocoles secrets du pacte germano-soviétique de 1939 permettent à l'URSS de s'agrandir sans combattre de 388 892 km2 aux dépens des pays baltes (166 583 km2), de la Pologne (172 171 km2) et de la Roumanie (50 138 km2), avançant sa frontière vers l'ouest de 300 km en moyenne. La rupture de ce pacte par l'Allemagne nazie y remplace la lutte des classes par celle des « races » durant quatre ans (1941-1944), après quoi les conférences inter-alliées aboutiront à accorder à l'URSS et à ses alliés communistes non seulement les territoires acquis en 1939-1940, mais aussi, à partir de 1945, la gouvernance de la Pologne, de l'Allemagne de l'Est, de la Tchécoslovaquie, de la Hongrie, de la Yougoslavie, de l'Albanie, de la Roumanie et de la Bulgarie. Dans tous ces pays, les « ennemis de classe » furent les cibles prioritaires du NKVD et des polices politiques de chacun de ces États satellites : les anciens fonctionnaires des pays baltes devenus soviétiques et du « bloc de l'Est » (en priorité les enseignants, juristes, policiers et militaires) ; les prêtres ; les professions libérales ; les commerçants et négociants ayant eu des salariés ; les propriétaires de biens de production (actionnaires et dirigeants d'usines, les fermiers ayant eu des ouvriers agricoles, catalogués « koulaks »), de terre (dont les aristocrates, tels les junkers d'Allemagne de l'Est et de l'ancienne Prusse) et les propriétaires immobiliers ayant perçu des loyers.

### Aspects juridiques
Les membres des familles des ennemis de classe, étant d'abord expropriés, puisque la propriété privée était interdite, furent pour la plupart arrêtés sous divers motifs, dont le plus fréquent était l'article 6 du code pénal de la république socialiste fédérative soviétique de Russie, repris ensuite par ses satellites, qui désignait les « atteintes à la sûreté de l'État ». Il aboutissait obligatoirement à la prison ou au camp, et au pire des cas à l'exécution. Ce fut le motif le plus fréquent dans les années 1930 pour la déportation au Goulag. Lorsque les familles des ennemis de classe ne partageaient pas le sort de l'accusé, elles étaient souvent bannies vers d'autres villes que leur ville d'origine, étaient interdites de séjour dans les grandes villes et leurs descendants étaient interdits d'études supérieures.
En République populaire de Chine, notamment pendant la « révolution culturelle » et le « Grand Bond en avant », la législation distinguait « Neuf catégories d'ennemis de classe » 九类阶级敌人 à « rééduquer » au Laogai par le Guoangbu (police politique du régime) : propriétaires fonciers, paysans « riches », « contre-révolutionnaires », « mauvais éléments », « droitiers », militaires et agents du Kuomintang, « agents ennemis capitalistes » et intellectuels).

### Sources
1. ↑  Le 1er novembre 1918, Martyn Latsis, définit, dans le journal La Terreur rouge du 1er novembre 1918, les tâches de cette police dont le gouvernement soviétique envisageait la création : « La Commission extraordinaire n'est ni une commission d'enquête, ni un tribunal. C'est un organe de combat dont l'action se situe sur le front intérieur de la guerre civile. Il ne juge pas l’ennemi : il le frappe. Nous ne faisons pas la guerre contre des personnes en particulier. Nous exterminons la bourgeoisie comme classe. Ne cherchez pas, dans l'enquête, des documents et des preuves sur ce que l'accusé a fait, en acte et en paroles, contre le pouvoir soviétique. La première question que vous devez lui poser, c'est à quelle classe il appartient, quelle est son origine, son éducation, son instruction et sa profession. Ce sont ces questions qui doivent décider de son sort. Voilà la signification et l'essence de la Terreur rouge ». Cité par Viktor Tchernov dans Tche-Ka, ed. E. Pierremont, p. 20 et par Sergueï Melgounov, La Terreur rouge en Russie, 1918-1924, éditions des Syrtes, 2004,  (ISBN 2-84545-100-8).
2. ↑  Viktor Pavlovitch Mokhov, (ru) Советская номенклатура как политический институт, номенклатура в истории советского общества (« La nomenklatura soviétique comme institution politique : classification et histoire de la société soviétique »), Perm 2004.
3. ↑  Alexandre Zinoviev, Le Communisme comme réalité, Paris, Julliard, 1981.
4. ↑  Antoine et Philippe Meyer, Le communisme est-il soluble dans l'alcool ?, Paris, Le Seuil, 1979.
5. ↑  David Rousset, Le Procès des camps de concentration soviétiques, supplément du BEIPI no 16, janvier 1951.
6. ↑  En Russie soviétique, Lénine décrète la nationalisation des usines fin octobre 1917 ; les banques sont nationalisées le 27 décembre 1917 et la propriété foncière (sauf un lopin vivrier d'un are et demi maximum autour des maisons paysannes) le 8 novembre 1917.
7. ↑  L'extermination des ennemis de classe par familles est décrite dans le film russe Le Tchékiste (1992) d'Alexandre Rogojkine, d'après la nouvelle de Vladimir Zazoubrine Щепка (La mèche, 1923) qui décrit le travail de la Tchéka, publiée en 1989 dans le journal Sibirskie Ogni. Zazoubrine a lui-même été victime de la Grande Purge et exécuté en 1937, avec son préfacier Valérian Pravdoukhine - comptes-rendus : ,  et .
8. ↑  (en) Edward E. Ericson, Feeding the German Eagle : Soviet Economic Aid to Nazi Germany, 1933–1941, Westport (Conn.), Greenwood Publishing Group, 1999, 265 p. (ISBN 0-275-96337-3).
9. ↑  Boris Souvarine, Staline : Aperçu historique du bolchévisme, Champ libre/Gérard Lebovici, 1985, 639 p. (ISBN 978-2-85184-076-9).
10. ↑  Alexandre Zinoviev, Le Communisme comme réalité, Julliard 1981, pages 58 et suivantes.
11. ↑  Roger Faligot, Les Services secrets chinois de Mao aux JO, Nouveau monde éditions, 2008.